# Tecnocapitalismo
Tecnocapitalismo (neologismo que combina "tecnologia" e "capitalismo") refere-se às mudanças no sistema capitalista associadas ao surgimento de novos setores de tecnologia, o poder das corporações e novas formas de organização.

## Conceito
Luis Suarez-Villa, em seu livro de 2009 Technocapitalism: A Critical Perspective on Technological Innovation and Corporatism, argumenta que o tecnocapitalismo é uma nova versão do capitalismo que gera novas formas de organização empresarial projetadas para explorar a criatividade e novos conhecimentos. Esta abordagem é desenvolvida por Suarez-Villa em seu livro de 2012 livro Technocapitalism: The Political Economy of Corporate Power and Technological Domination, no qual ele relata o surgimento do tecnocapitalismo à globalização e ao crescente poder das corporações technocapitalistas.
O significado por trás do conceito é parte de uma linha de pensamento que relaciona ciência e tecnologia para a evolução do capitalismo. No cerne desta ideia de evolução do capitalismo é que a ciência e a tecnologia não são separadas da sociedade, ou estão fora do alcance de ação social e de decisão humana. O setor de ciência e tecnologia é parte da sociedade humana e está sujeito às prioridades do capitalismo, tanto quanto qualquer outra atividade humana, se não mais. Cientistas proeminentes no início do século XX, como John Bernal, postularam que a ciência tem uma função social e não pode ser vista como algo à parte da sociedade.